# Raphidascarididae
Die Raphidascarididae sind eine Familie der Spulwürmer, die als Parasiten bei Fischen vorkommen. 

## Merkmale
Raphidascarididae haben ein linkseitiges filamentöses Ausscheidungssystem, dessen Mündung auf Höhe des Nervenrings liegt. Die distalen (postkloakalen) Papillen liegen tendenziell in einer Reihe. Die beiden Spicula sind geflügelt und bis auf Heterotyphlum gleich groß, ein Gubernaculum und eine Kaudalplatte fehlen.

## Systematik
Die systematische Stellung der Familie ist nicht abschließend geklärt, manche Autoren stellen sie als Unterfamilie zu den nahe verwandten Anisakidae. Phylogenetische Untersuchungen zeigen jedoch, dass sie als separate Familie aufzufassen ist. Hodda gliedert sie in vier Unterfamilien mit neun Gattungen:
- Unterfamilie Aliascarinae Kalyankar, 1971
  - Aliascaris Kalyankar, 1971
- Unterfamilie Lappetascarinae Rasheed, 1965
  - Lappetascaris Rasheed, 1965
- Unterfamilie Paranisakinae Hartwich, 1974
  - Paranisakiopsis Yamaguti, 1941
  - Paranisakis Baylis, 1923
- Unterfamilie Raphidascaridinae Hartwich, 1954
  - Heterotyphlum Spaul, 1927
  - Hysterothylacium Ward & Magath, 1917
  - Mawsonascaris Sprent, 1990
  - Raphidascaris Railliet & Henry, 1915
  - Raphidascaroides Yamaguti, 1941